# Castle of Glass
Castle of Glass (dt. Schloss aus Glas) ist ein Lied der US-amerikanischen Alternative-Rock-Band Linkin Park. Es erschien auf dem Album Living Things. Es erschien im Juni 2012 als Albumtitel und wurde im November desselben Jahres als Single ausgekoppelt. In Deutschland ist es die zweite Singleauskopplung, international aber schon die vierte nach Burn It Down, Lost in the Echo (Großbritannien) und Powerless (Japan). Diese enthält als B-Seite Lost in the Echo (KillSonik Remix). Eine Download-EP, die neben dem Remix auch zwei Live-Tracks umfasst, wurde am 22. März 2013 veröffentlicht.

## Komposition
Castle of Glass wurde mit dem Stil von A Thousand Suns verglichen. Loudwire beschrieb ihn als düsteren Song, der verschiedene Elemente des Electronic Rock vereint und einzigartig klingt. Hitflix lobt den Anfang als ein geniales „Tuckern“ und erkennt Einflüsse aus der Country-Musik. Andere bezeichneten den Song als experimentell, atmosphärisch, poetisch oder verträumt.

## Musikvideo
Das Musikvideo entstand in Zusammenarbeit mit dem Videospiel Medal of Honor: Warfighter und enthält auch Filmmaterial daraus. Am 10. Oktober 2012 wurde es auf YouTube veröffentlicht. Es verwendet einen alternativen Mix des Songs, wie auch schon bei Iridescent (2011).
Das Video handelt von einem Jungen sowie seiner Mutter, die von Mitarbeitern der United States Navy SEALs erfahren, dass der Vater im Einsatz gefallen sei. Während sie trauern, werden sie von den SEALs getröstet. Immer wieder wird zur Band gewechselt, die in einem Sturm spielen, wobei Glasscherben sie umkreisen. Eine davon holt sich Chester Bennington aus der Luft und betrachtet sie. Zwischendurch werden auch Kampfszenen aus dem Videospiel gezeigt. Später findet der Junge eine Mütze, die seinem Vater gehörte, und in einer Vorschau sieht man, wie er die Mütze als Erwachsener trägt, was impliziert, dass er in die Fußstapfen seines Vaters treten und selbst einmal in der Spezialeinheit agieren wird. Gegen Ende widerfährt einem Mädchen dasselbe Schicksal, wobei auch sie getröstet werden muss. Ganz am Schluss, als sich die Band vom Betrachter entfernt, wird folgendes Zitat eingeblendet:

„All great things are simple, and many can be expressed in single words: freedom, justice, honor, duty, mercy, hope.“

„Alle großen Dinge sind einfach und viele können in einzelnen Wörtern ausgedrückt werden: Freiheit, Gerechtigkeit, Ehre, Pflicht, Gnade, Hoffnung.“

## Rezeption
Castle of Glass wurde von Kritikern gemischt bis positiv aufgenommen. Während einige den Text und die Atmosphäre lobten, kritisierten andere die Passivität des Songs.

## Kommerzieller Erfolg

### Chartplatzierungen
In Deutschland ist Castle of Glass die fünfte Top-Ten-Single von Linkin Park nach Numb/Encore (2004), What I’ve Done (2007), New Divide (2009) und Burn It Down (2012). Dadurch konnten sie auch erstmals aus demselben Album zwei Top-Ten-Singles auskoppeln. In Österreich teilt Castle of Glass dank Platz zwei den Titel der höchstplatzierten Linkin-Park-Single mit New Divide. Außerhalb des deutschsprachigen Raumes konnte sich die Single jedoch nur in wenigen Ländern zum Hit entwickeln.
| ChartsChartplatzierungen | Höchstplatzierung | Wochen |
| ------------------------ | ----------------- | ------ |
| Deutschland (GfK)        | 10 (44 Wo.)       | 44     |
| Österreich (Ö3)          | 2 (23 Wo.)        | 23     |
| Schweiz (IFPI)           | 17 (27 Wo.)       | 27     |

| ChartsJahrescharts (2013) | Platzierung |
| ------------------------- | ----------- |
| Deutschland (GfK)         | 41          |
| Österreich (Ö3)           | 30          |
| Schweiz (IFPI)            | 64          |

### Auszeichnungen für Musikverkäufe
| Land/Region                  | Auszeichnungen für Musikverkäufe (Land/Region, Auszeichnung, Verkäufe) | Verkäufe  |
| ---------------------------- | ---------------------------------------------------------------------- | --------- |
| Deutschland (BVMI)           | Platin                                                                 | 300.000   |
| Italien (FIMI)               | Platin                                                                 | 30.000    |
| Neuseeland (RMNZ)            | Gold                                                                   | 15.000    |
| Österreich (IFPI)            | Gold                                                                   | 15.000    |
| Schweiz (IFPI)               | Platin                                                                 | 30.000    |
| Vereinigte Staaten (RIAA)    | Platin                                                                 | 1.000.000 |
| Vereinigtes Königreich (BPI) | Silber                                                                 | 200.000   |
| Insgesamt                    | 1× Silber · 2× Gold · 4× Platin ·                                      | 1.590.000 |

Hauptartikel: Linkin Park/Auszeichnungen für Musikverkäufe

## Remix
Auf dem Remix-Album Recharged findet sich an zweiter Stelle der M. Shinoda Remix von Castle of Glass. In der Woche nach der Veröffentlichung von Recharged stieg Castle of Glass auf Platz 65 der Schweizer Hitparade wieder ein. Bei einigen Live-Aufführungen wurden Teile beider Versionen zusammengeführt.